# Geodena leonina
Geodena leonina är en fjärilsart som beskrevs av W. Warren 1909. Geodena leonina ingår i släktet Geodena och familjen mätare. Inga underarter finns listade i Catalogue of Life.